# Epipactis breinerorum
Epipactis breinerorum là một loài thực vật có hoa trong họ Lan. Loài này được Batouek mô tả khoa học đầu tiên năm 1997.